# Pelexia incurvidens
Pelexia incurvidens är en orkidéart som beskrevs av Rudolf Schlechter. Pelexia incurvidens ingår i släktet Pelexia och familjen orkidéer. Inga underarter finns listade i Catalogue of Life.